# Jorden är Herrens
Jorden är Herrens är en psalm vars text är skriven av prästen John Nilsson 1968. Musik är skriven 1973 av kyrkomusikern Torgny Erséus. Första versen är hämtad ur Psaltaren 24:1-2, andra versen är hämtad ur Matteusevangeliet 5:45 och Romarbrevet 14:7-8 och tredje versen är hämtad ur Efesierbrevet 5:19. Samtliga verser inleds med Jorden är Herrens.

## Publicerad i
- Herren Lever 1977 som nummer 925 under rubriken "Tillsammans i världen - Jorden är Herrens".[2]
- Psalmer och visor som nummer 716. Statens offentliga utredningen som nummer 758.[1]
- Psalmer och Sånger 1987 som nummer 703 under rubriken "Tillsammans i världen".[3]
- Psalmer i 90-talet som nummer 888 under rubriken "Tillsammans på jorden"
- Psalmer i 2000-talet som nummer 955 under rubriken "Tillsammans på jorden"